# Passerelle suspendue Charles Kuonen
La passerelle suspendue Charles Kuonen (en allemand : Charles Kuonen Hängebrücke) est un pont à haubans situé dans la vallée de Zermatt à Randa en Suisse, sur le tracé de l'Europaweg (Voie européenne de randonnée) menant de Grächen à Zermatt. Elle a été inaugurée le 29 juillet 2017. Mesurant 494 m, elle est depuis le 29 avril 2021 la plus longue passerelle suspendue dans le monde, derrière la passerelle 516 Arouca à Arouca au Portugal dont la portée est de 516 mètres.

## Histoire
Le pont a été construit en remplacement de la passerelle Europe (Europabrücke (de)) installée en juillet 2010, qui avait dû être fermée peu après son inauguration en raison de risques d'éboulements. Par conséquent, les randonneurs devaient contourner le bassin de réception du Dorfbach en descendant de 500 m dans la vallée pour remonter de l’autre côté, raison pour laquelle le nombre de marcheurs a diminué. Un groupe de travail, entourant Leo Jörger, ancien président de la commune de Randa, a lancé un projet de reconstruction.
Le coût total s’est monté à 750 000 francs, dont 250 000.- ont été fournis par les communes riveraines, à savoir Grächen, Saint-Nicolas, Randa, Täsch et Zermatt. Un montant de 100 000.- a été donné par le sponsor principal, le commerçant en vins Charles Kuonen ; la passerelle porte désormais son nom. Des donateurs multiples ont assuré le reste du financement.

## Technique
La structure caténaire a été conçue et posée par Swissrope (téléphériques Lauber) à Frutigen, une entreprise spécialisée dans ce type d‘ouvrage de montagne. La passerelle a été reconstruite 200 m au-dessous du précédent pont Europe. Achevée en 10 semaines, elle a été inaugurée le 29 juillet 2017.
Large de 65 cm seulement, la passerelle domine de 85 m le fond de la vallée. Des caillebotis galvanisés supportent les marcheurs. Les câbles de suspension pèsent 8 tonnes. Le pont totalise un poids de 58 tonnes ; un système d’amortissement en réduit les oscillations.
Cette passerelle a donc battu le pont Titan RT (de), en Saxe-Anhalt, qui a détenu brièvement le record de longueur. Cependant, depuis 2021, la passerelle a été battue par la passerelle d'Arouca au Portugal qui est longue de 516 mètres.

## Galerie

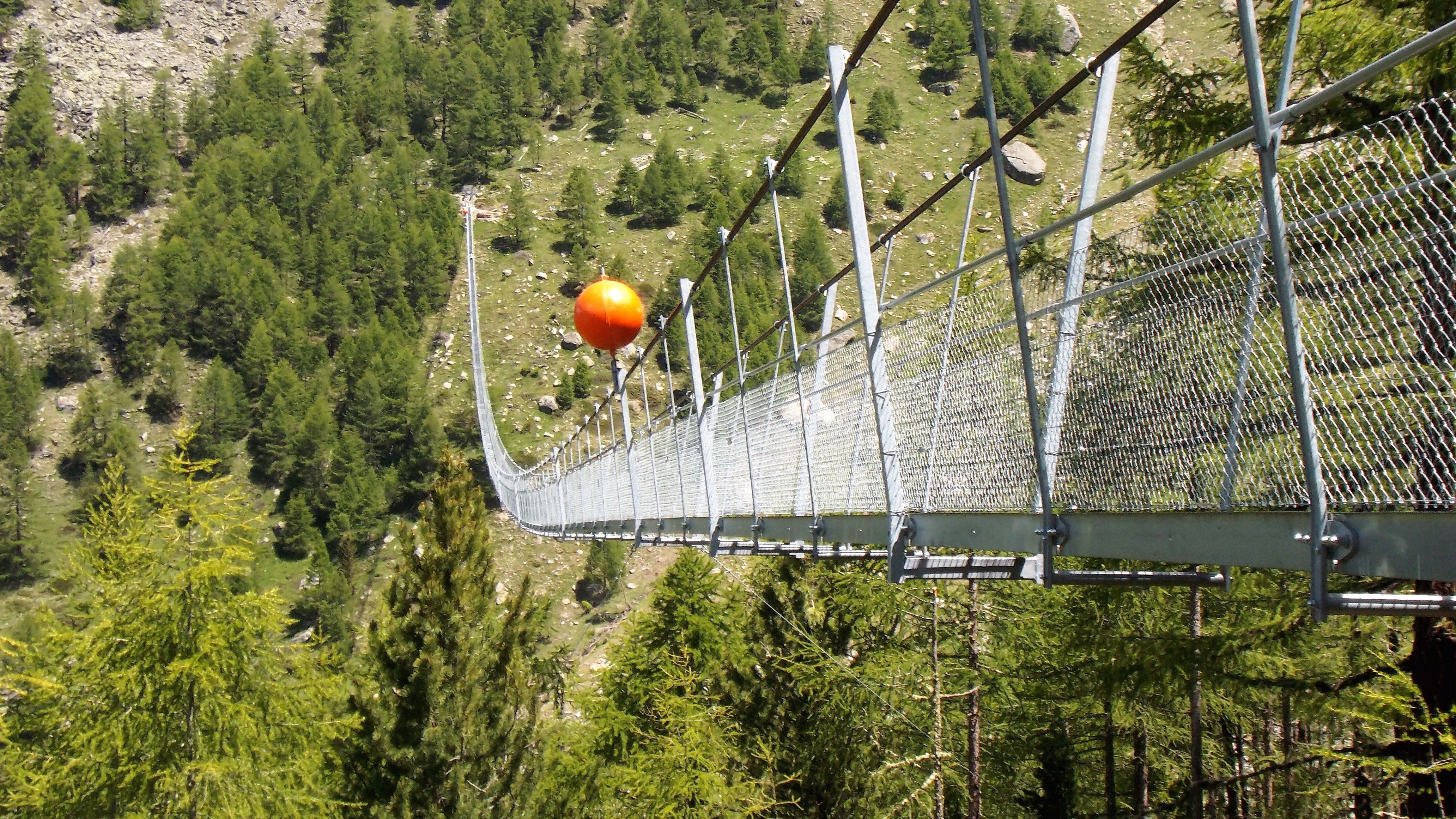
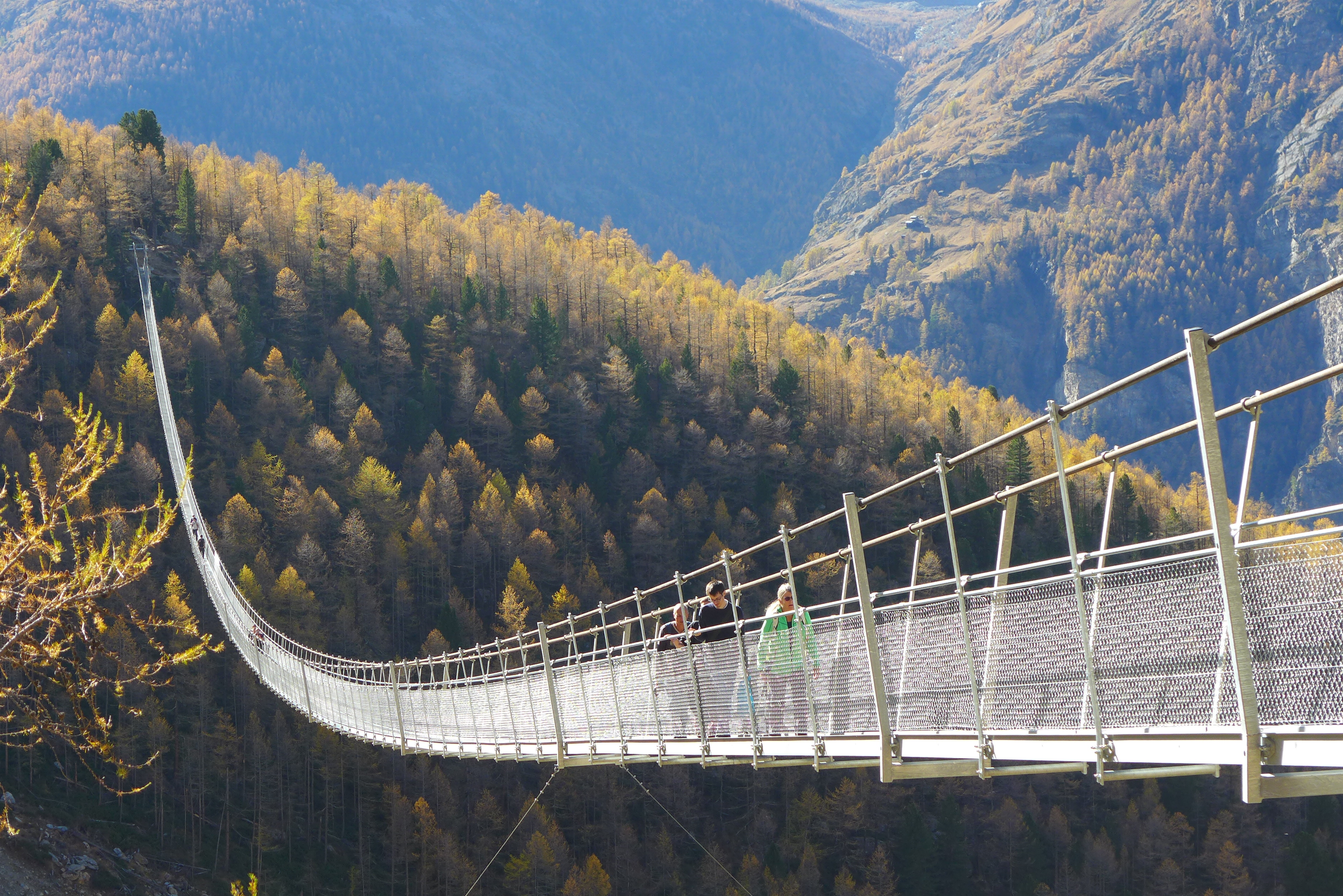
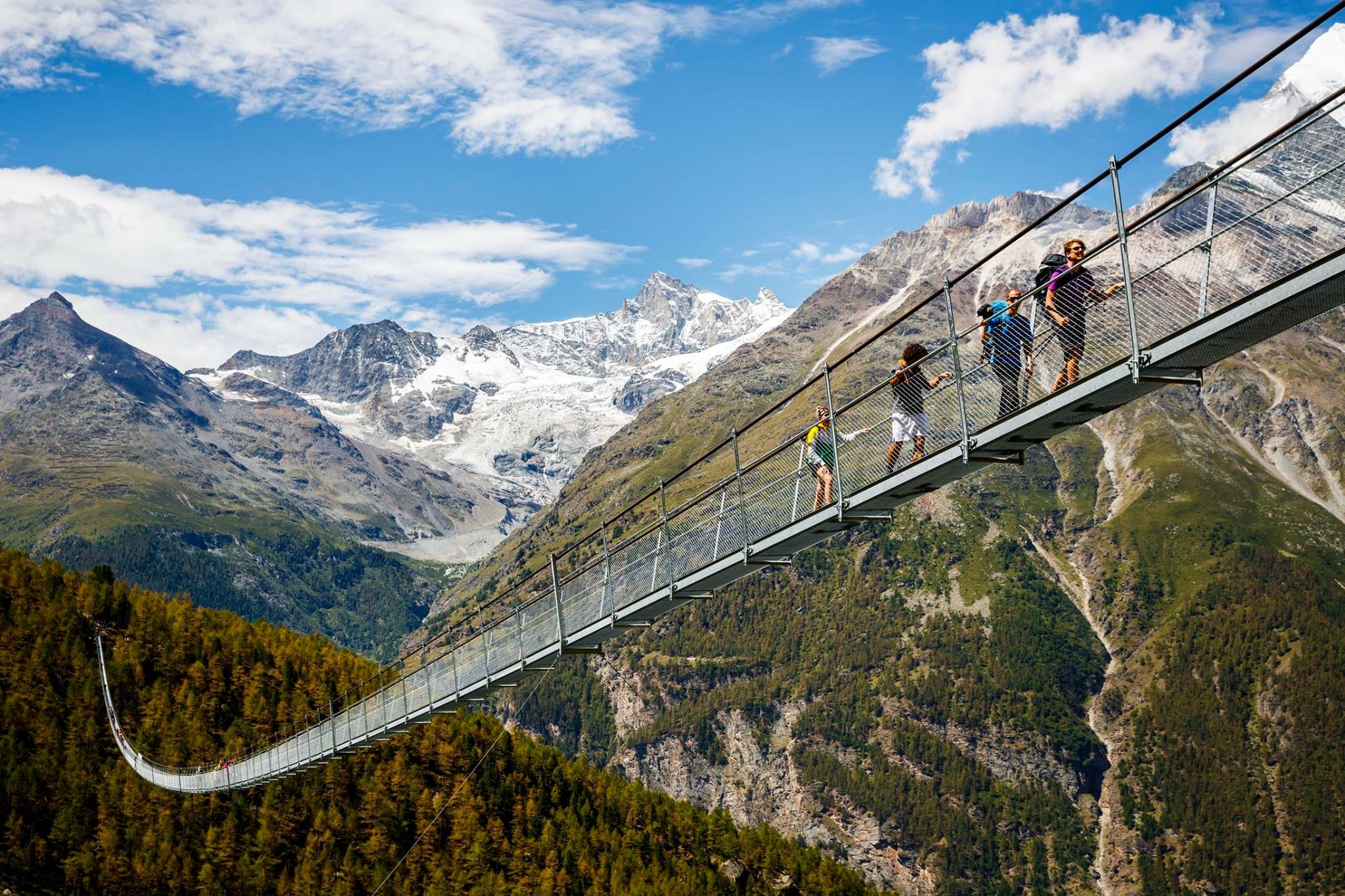
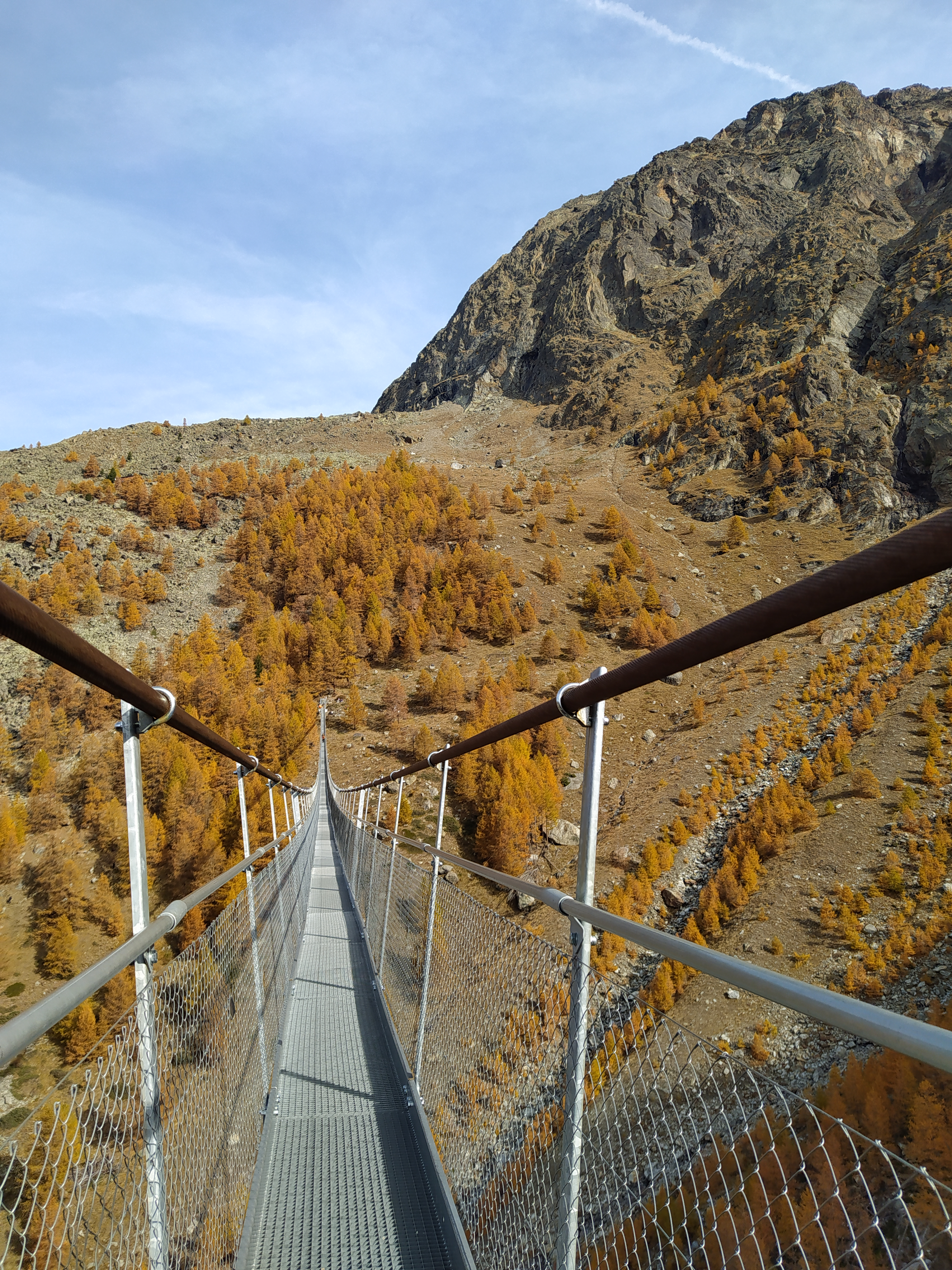